# Коловий рух

Швидкість v і прискорення a при рівномірному русі по колу з кутовою швидкістю ω; швидкість постійна, але завжди дотична до орбіти; прискорення має постійну величину і завжди спрямоване до центру обертання

Колови́й рух або рух по ко́лу (англ. circular motion) — механічний рух у вигляді обертання навколо фіксованої осі матеріальної точки або тіла, коли вісь обертання в обраній системі відліку не проходить через цю матеріальну точку чи центр тіла. У цьому випадку траєкторія руху точки або усіх точок тіла є колом, коловою орбітою. Рух може бути рівномірним (зі сталою кутовою швидкістю) або нерівномірним (із змінною кутовою швидкістю). Обертання тривимірного тіла навколо фіксованої осі включає коловий рух кожної його частки. У загальнішому випадку про рух по колу об'єкта можна говорити якщо знехтувати його розмірами, а розглядати лише рух по колу його центра мас.
Приклади колового руху: штучний супутник на геосинхронній орбіті, тягарець на шнурку при обертанні по колу (наприклад, метання молота), болід, що рухається трасою на повороті, виконаному по коловій дузі, електрон, що рухається перпендикулярно до постійного магнітного поля тощо.
Рух по колу є прискореним, навіть якщо відбувається з постійною кутовою швидкістю, бо вектор швидкості об'єкта постійно змінює напрямок. Така зміна напрямку швидкості потребує доцентрового прискорення рухомого об'єкта доцентровою силою, яка штовхає його у напрямку до центра колової орбіти. Без цього прискорення об'єкт рухатиметься прямолінійно відповідно до законів Ньютона.

## Формули для рівномірного колового руху

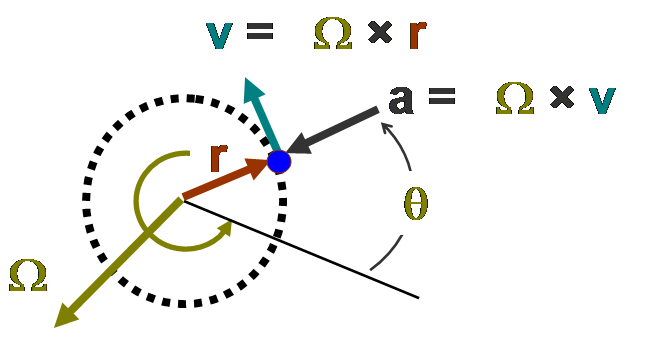
Взаємозв'язки векторів рівномірного колового руху; вектор Ω, що характеризує обертання, спрямований по перпендикуляру до площини орбіти

Для руху по колу радіуса R довжина кола буде C = 2π R. Якщо період обертання є T, то кутова швидкість обертання ω буде дорівнювати:
{\displaystyle \omega ={\frac {2\pi }{T}}\ .}
Швидкість руху об'єкта дорівнює
{\displaystyle v\,={\frac {2\pi R}{T}}=\omega R}
Кут повороту θ за час t становить:
{\displaystyle \theta =2\pi {\frac {t}{T}}=\omega t}
Прискорення, що спричиняє зміну напряму швидкості, можна визначити, якщо врахувати, що швидкість робить повну зміну напряму за цей же час T, за який об'єкт робить один повний оберт. Тоді вектор швидкості проходить шлях довжиною 2π v кожні T секунд, або:
{\displaystyle a\,={\frac {2\pi v}{T}}=\omega ^{2}\ R\ ,}
і спрямоване радіально до центра.
Взаємозв'язки векторів показано на рисунку. Вісь обертання зображена вектором Ω, перпендикулярним до площини орбіти і має величину ω = dθ / dt. Напрям вектора Ω обрано відповідно до правилом правої руки. За цим правилом швидкість це векторний добуток виду:
{\displaystyle \mathbf {v} ={\boldsymbol {\Omega }}\times \mathbf {r} \ ,}
і є вектором, перпендикулярним як до Ω так і до r (t), спрямованим по дотичній до орбіти та величиною ω R. Аналогічно, прискорення визначається як:
{\displaystyle \mathbf {a} ={\boldsymbol {\Omega }}\times \mathbf {v} \ ,}
Воно являє собою вектор, перпендикулярний як до Ω так і до v (t), та величиною ω |v| = ω2 R й спрямований строго протилежно до r (t).

## Постійна швидкість
У найпростішому випадку швидкість, маса і радіус є сталими.
Розглянемо тіло масою один кілограм, що рухається по колу радіусом один метр з кутовою швидкістю один радіан за секунду.
- Швидкість: один метр за секунду;
- Радіальне прискорення: один метр на секунду за секунду;
- Прискорення створюється доцентровою силою один кілограм на метр на секунду за секунду, тобто один ньютон;
- Імпульс тіла: один кілограм на метр за секунду (кг٠м٠с-1);
- Момент інерції: один кілограм на метр в квадраті (кг٠м2);
- Момент імпульсу: один кілограм на метр в квадраті за секунду (кг٠м2٠с-1);
- Кінетична енергія: {\displaystyle 1/2} джоуля;
- Окружність орбіти: {\displaystyle 2\pi ~(\sim 6.283)} метрів;
- Період руху: {\displaystyle 2\pi } секунд на оберт;
- Частота: {\displaystyle (2\pi )^{-1}} герц;
- З точки зору квантової механіки система перебуває у збудженому стані з квантовим числом {\displaystyle \sim 9.48\cdot 10^{35}}

Тепер розглянемр тіло маси {\displaystyle m}, що рухається по колу радіусом {\displaystyle r} з кутовою швидкістю {\displaystyle w}{\displaystyle ;}
- Швидкість: {\displaystyle v=r\cdot w}
- Радіальне прискорення: {\displaystyle a=r\cdot w^{2}=r^{-1}\cdot v^{2}}
- Доцентрова сила: {\displaystyle F=m\cdot a=r\cdot m\cdot w^{2}=r^{-1}\cdot m\cdot v^{2}}
- Імпульс тіла: {\displaystyle p=m\cdot v=r\cdot m\cdot w}
- Момент інерції: {\displaystyle I=r^{2}\cdot m}
- Момент імпульсу: {\displaystyle L=r\cdot m\cdot v=r^{2}\cdot m\cdot w=I\cdot w}
- Кінетична енергія: {\displaystyle E=2^{-1}\cdot m\cdot v^{2}=2^{-1}\cdot r^{2}\cdot m\cdot w^{2}=(2\cdot m)^{-1}\cdot p^{2}=2^{-1}\cdot I\cdot w^{2}=(2\cdot I)^{-1}\cdot L^{2}}
- Довжина кола орбіти: {\displaystyle 2\cdot \pi \cdot r}
- Період руху: {\displaystyle T=2\cdot \pi \cdot w^{-1}}
- Частота: {\displaystyle f=T^{-1}}. (Замість літери {\displaystyle f} частота часто позначається грецькою літерою {\displaystyle \nu }, яку, однак, часто можна сплутати з літерою {\displaystyle v}, що використовується для позначення швидкості);
- Квантове число: {\displaystyle J=2\cdot \pi \cdot L\cdot \hbar ^{-1}} где {\displaystyle \hbar } — Стала Планка

## Змінна швидкість
У коловому русі повну силу, прикладену до об'єкта, можна розкласти на дві складові: доцентрову, що утримує тіло на коловій орбіті (тобто змінює напрямок вектора швидкості), і тангенціальну, спрямовану по дотичній до кола й викликає зміну довжини вектора швидкості (що змінює швидкість обертання тіла по орбіті). Величина доцентрової складової залежить від миттєвої швидкості.
Наприклад, коли камінь прив'язаний до кінця мотузки, він зазнає впливу деякої сили, яку ми можемо розкласти на радіальну і бічну (дотичну) складові. Радіальна спрямована до центра (всередину) кола і викликана тим, що мотузка чинить опір своєму видовженню. А бічна складова визначає як обертання каменя прискорюватиметься чи сповільнюватиметься.

## Опис колового руху у полярних координатах

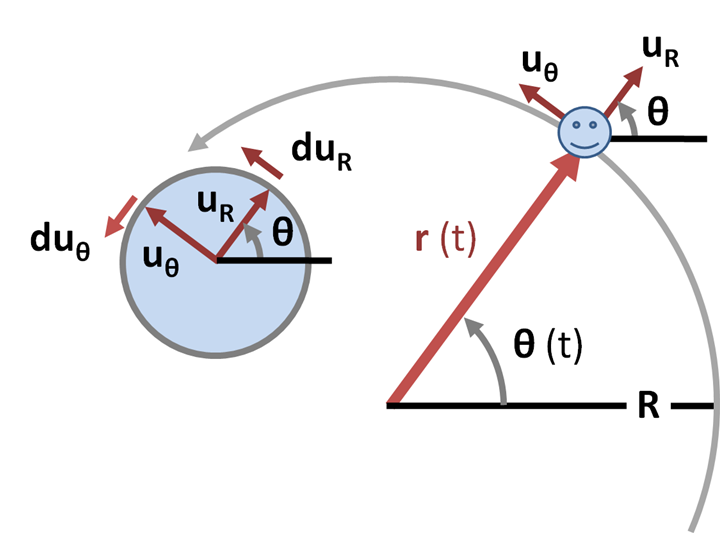
Полярні координати для колової траєкторії. Одиничне коло, що зображене ліворуч, показує зміну і одиничних векторів і для малого приросту кута

Траєкторія колового руху тіла може бути описана в полярній системі координат значеннями фіксованої відстані R від центра орбіти, що є точкою відліку, і кута орієнтації θ (t) від деякого фіксованого напряму (див. рис.). Вектор переміщення {\displaystyle {\stackrel {\vec {r}}{}}} є радіальним вектором від полюса до поточного положення:
{\displaystyle {\vec {r}}=R{\hat {u}}_{R}(t)\ ,}
де {\displaystyle {\hat {u}}_{R}(t)} — одиничний вектор, паралельний до радіуса в момент t і спрямований від полюса. Зручно також увести одиничний вектор, ортогональний до {\displaystyle {\hat {u}}_{R}}, який позначимо {\displaystyle {\hat {u}}_{\theta }}. Зазвичай його орієнтація обирається за напрямом руху уздовж орбіти.
Швидкість є похідною від переміщення по часу:
{\displaystyle {\vec {v}}={\frac {d}{dt}}{\vec {r}}(t)={\frac {dR}{dt}}{\hat {u}}_{R}+R{\frac {d{\hat {u}}_{R}}{dt}}\ .}
Оскільки радіус кола є константою, радіальна складова швидкості дорівнює нулю. Одиничний вектор {\displaystyle {\hat {u}}_{R}} має інваріантне по часу значення, так що при зміні часу його кінець завжди лежить на колі одиничного радіуса, а кут θ такий же, як у {\displaystyle {\vec {r}}(t)}. Якщо відбувся малий приріст кута dθ за час dt, тоді {\displaystyle {\hat {u}}_{R}} описує дугу одиничного кола зі значенням dθ (див. одиничне коло на рисунку ліворуч). Отже:
{\displaystyle {\frac {d{\hat {u}}_{R}}{dt}}={\frac {d\theta }{dt}}{\hat {u}}_{\theta }\ ,}
де напрям зміни має бути перпендикулярним до {\displaystyle {\hat {u}}_{R}} (або, іншими словами, уздовж {\displaystyle {\hat {u}}_{\theta }}), бо будь-яка зміна d{\displaystyle {\hat {u}}_{R}} у напрямі {\displaystyle {\hat {u}}_{R}} буде змінювати величину {\displaystyle {\hat {u}}_{R}}. Знак додатній, тому що зростання dθ впливає на об'єкт і {\displaystyle {\hat {u}}_{R}} пересувається у напрямі {\displaystyle {\hat {u}}_{\theta }}.
Отже, швидкість стає рівною:
{\displaystyle {\vec {v}}={\frac {d}{dt}}{\vec {r}}(t)=R{\frac {d{\hat {u}}_{R}}{dt}}=R{\frac {d\theta }{dt}}{\hat {u}}_{\theta }\ =R\omega {\hat {u}}_{\theta }\ .}
Прискорення тіла також можна розкласти на радіальну та тангенціальну складові. Прискорення є похідною швидкості по часу:
{\displaystyle {\vec {a}}={\frac {d}{dt}}{\vec {v}}={\frac {d}{dt}}\left(R\ \omega \ {\hat {u}}_{\theta }\ \right)\ .}
{\displaystyle =R\left({\frac {d\omega }{dt}}\ {\hat {u}}_{\theta }+\omega \ {\frac {d{\hat {u}}_{\theta }}{dt}}\right)\ .}
Похідна по часу від {\displaystyle {\hat {u}}_{\theta }} знаходиться таким же шляхом, як і для {\displaystyle {\hat {u}}_{R}}. Знову ж, {\displaystyle {\hat {u}}_{\theta }} — одиничний вектор, і його кінець розташований на одиничному колі, а кут дорівнює π/2 + θ. Отже, приріст кута dθ вектора {\displaystyle {\vec {r}}(t)} переміщує {\displaystyle {\hat {u}}_{\theta }} по дузі на величину dθ, і оскільки {\displaystyle {\hat {u}}_{\theta }} є перпендикулярний до {\displaystyle {\hat {u}}_{R}}, маємо:
{\displaystyle {\frac {d{\hat {u}}_{\theta }}{dt}}=-{\frac {d\theta }{dt}}{\hat {u}}_{R}=-\omega {\hat {u}}_{R}\ ,}
де від'ємний знак потрібен, щоб зберегти {\displaystyle {\hat {u}}_{\theta }} перпендикулярним до {\displaystyle {\hat {u}}_{R}}. (В іншому випадку кут між {\displaystyle {\hat {u}}_{\theta }} і {\displaystyle {\hat {u}}_{R}} буде зменшуватись зі збільшенням dθ, див. одиничне коло ліворуч на рисунку). Отже, прискорення дорівнює:
{\displaystyle {\vec {a}}=R\left({\frac {d\omega }{dt}}\ {\hat {u}}_{\theta }+\omega \ {\frac {d{\hat {u}}_{\theta }}{dt}}\right)}
{\displaystyle =R{\frac {d\omega }{dt}}\ {\hat {u}}_{\theta }-\omega ^{2}R\ {\hat {u}}_{R}\ .}
Доцентрове прискорення — це радіальна складова, спрямована по радіусу до середини:
{\displaystyle {\vec {a}}_{R}=-\omega ^{2}R{\hat {u}}_{R}\ ,}
тоді як тангенціальна складова змінює значення швидкості:
{\displaystyle {\vec {a}}_{\theta }=R{\frac {d\omega }{dt}}\ {\hat {u}}_{\theta }={\frac {dR\omega }{dt}}\ {\hat {u}}_{\theta }={\frac {d|{\vec {v}}|}{dt}}\ {\hat {u}}_{\theta }\ .}

## Опис колового руху в комплексних числах
Коловий рух можна описати з використанням комплексних чисел. Нехай {\displaystyle x} — вісь дійсних чисел, а {\displaystyle y} — вісь уявних чисел. Тоді положення тіла може бути заданим у вигляді комплексного «вектора» {\displaystyle z}:
{\displaystyle z=x+iy=R(\cos \theta +i\sin \theta )=Re^{i\theta }\ ,}
де {\displaystyle i} уявна одиниця, і
{\displaystyle \theta =\theta (t)\ ,}
є кутом комплексного вектора відносно дійсної осі як функція часу t.
Оскільки радіус є константою:
{\displaystyle {\dot {R}}={\ddot {R}}=0\ ,}
де крапка означає диференціал по часу.
У цих позначеннях швидкість має вигляд :
{\displaystyle v={\dot {z}}=R{\frac {d}{dt}}\left(i\theta \right)e^{i\theta }=iR{\dot {\theta }}e^{i\theta }=i\omega \cdot Re^{i\theta }=i\omega z}
а прискорення:
{\displaystyle a={\dot {v}}=i{\dot {\omega }}z+i\omega {\dot {z}}=(i{\dot {\omega }}-\omega ^{2})z}
{\displaystyle =\left(i{\dot {\omega }}-\omega ^{2}\right)Re^{i\theta }}
{\displaystyle =-\omega ^{2}Re^{i\theta }+{\dot {\omega }}e^{i{\frac {\pi }{2}}}Re^{i\theta }\ .}
Перший доданок спрямований проти вектора переміщення, а другий перпендикулярно до нього, як і у попередніх результатах.

## Коловий рух у філософії
Коловий рух у філософії — це концепція циклічного розвитку або повторюваності історичних подій, культурних явищ та космічних процесів. Ця ідея базується на тому, що все у світі рухається по замкнутому колу, повертаючись до початкового стану. Одним із перших, хто чітко сформулював цю концепцію, був давньогрецький філософ Платон.
У діалозі «Тімей» Платон детально описує космологічну роль колового руху. Тімей, головний персонаж діалогу, розповідає про створення світу Деміурґом (творцем). У процесі творення Всесвіту Деміурґ створює «душу світу», яка розташовується між матерією і формою, поєднуючи фізичний і духовний світи. Ця душа має кругову природу і відповідає за рух небесних тіл. Основна ідея полягає в тому, що коловий рух є найбільш досконалим і гармонійним видом руху. Платон пояснює це через філософську і математичну символіку: коло не має ні початку, ні кінця, воно є вічним і безперервним, і тому найкраще відображає досконалість божественного розуму. Платон також описує, як Деміурґ надає душі Всесвіту два типи рухів: один — коловий рух, що відповідає за обертання небесних сфер і планет, і другий — рух по прямій лінії, менш досконалий і характерний для земних об'єктів. Коловий рух символізує порядок і гармонію в космосі, і його втіленням є рух зірок і планет, які рухаються по певних орбітах.
Циклічна модель історії також була представлена у працях античного історика Полібія, який розробив теорію анацикліозу — постійної зміни форм державного устрою (монархія, аристократія, демократія та їх виродження). Крім того, стоїки, такі як Сенека і Марк Аврелій, вважали, що Всесвіт періодично руйнується і відроджується, що відповідає концепції вічного повернення.
Пізніше, у 19 столітті, німецький філософ Фрідріх Ніцше розвинув концепцію «вічного повернення того ж самого». На його думку, життя людини та історія людства проходять через нескінченні повторення однакових подій, що спонукає до переосмислення життєвих цінностей і моральних орієнтирів.
У сучасній філософії коловий рух розглядається у контексті культурних та соціальних циклів, таких як цивілізаційні цикли Освальда Шпенглера та Арнольда Тойнбі. Ці мислителі описують розвиток суспільств як процес народження, розквіту, занепаду і відродження, що підкреслює циклічну природу історії і культури.

### Філософія об'єднання
У філософії Об'єднання коловий рух є важливою онтологічною концепцією. Вважається, що форма існування предметів творіння — це рух, який має бути коловим для забезпечення вічного існування. Будь-який прямолінійний рух врешті-решт зупиняється, тому лише циклічний рух є стійким і безперервним. Такий рух виникає в результаті взаємодії суб'єкта і об'єкта, коли вони утворюють єдине ціле, зосереджене на спільній меті.
Коловий рух у філософії Об'єднання проявляється у двох основних формах: осьовий та орбітальний. Осьовий рух пов'язаний із внутрішньою взаємодією і передбачає обертання предмета навколо своєї осі, тоді як орбітальний — із зовнішньою взаємодією і рухом предмета навколо зовнішнього центру. Прикладами таких рухів є обертання Землі навколо своєї осі та навколо Сонця, а також рух електронів в атомі.
Філософія Об'єднання наголошує, що циклічна природа взаємодії суб'єкта і об'єкта втілює гармонійну дуальність, що має свій прототип усередині Бога. Хоча в самому Богові немає руху в просторі й часі, в Ньому присутній прототип колового руху у вигляді циклічної, гармонійної взаємодії між Його дуальними властивостями. Ця божественна гармонія проявляється у створеному світі як різноманітні форми колового руху, включаючи природні цикли (зміна пір року), соціальні процеси (економічні цикли) та психологічні взаємодії (емоційна взаємодія в сім'ї чи спільноті).